# 流氷の町 網走
「流氷の町 網走」（りゅうひょうのまち あばしり）は、日本の楽曲。作詞：小林純一、作曲：広瀬量平、歌：ジェリー藤尾と東京荒川少年少女合唱隊。

## 概要
1971年2月、NHKの『みんなのうた』で紹介された。お国めぐりシリーズの第12弾で、北海道はオホーツク海沿岸の網走市をイメージした歌。楽曲は3番まであり、1,2番はジェリー藤尾が単独で歌っており、東京荒川少年少女合唱隊は3番の終盤からコーラスという形で登場している。
DVD化・CD化はいずれもされておらず、再放送も長らく行われていなかったが、「みんなのうた発掘プロジェクト」で音声と映像が提供され、2017年2月から同年3月までNHKラジオ第二で46年ぶりに再放送された。

## 参考資料
- 『みんなのうた』 第9巻、水星社、72・73頁頁。 - ただしこの文献には、曲名が「こおる網走」と記されている。日本放送出版協会による書籍には表題通りに「流氷の町 網走」と記されており、こちらの表記が原題なのか、あるいは編集ミスによるものなのかは不明。